# Oblężenie Korfu (1716)

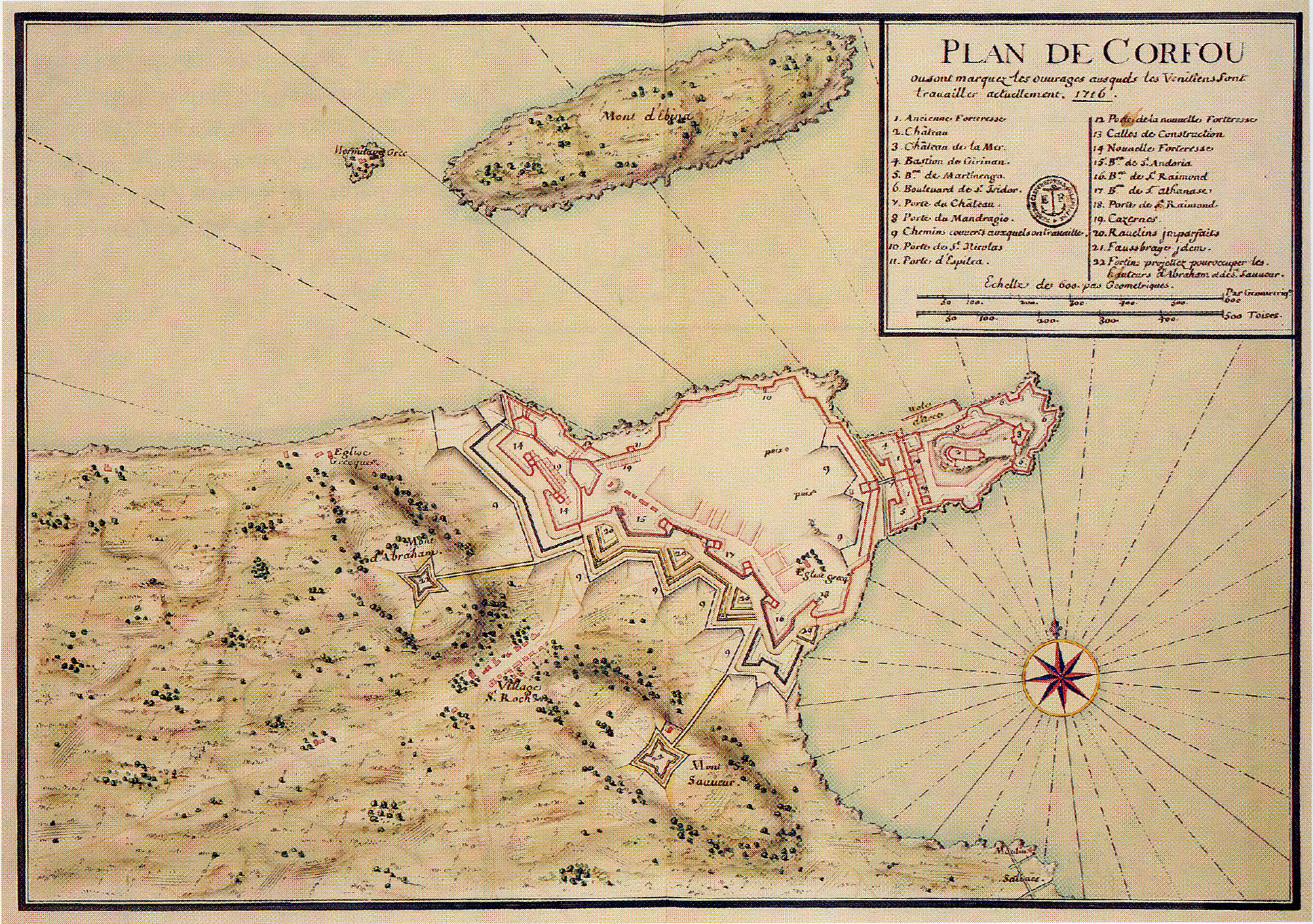
plan Korfu

Oblężenie Korfu – działania zbrojne w okresie 19 lipca–11 sierpnia 1716 podczas wojny wenecko-tureckiej 1714-1718.
W lipcu wojska i flota turecka dowodzone przez sułtana Ahmeda III pojawiły się w Butrint naprzeciw Korfu. 8 lipca turecka flota wioząca 33000 żołnierzy przypłynęła do Korfu z Butrintu i utworzyła przyczółek na wyspie Ipsos. Tego samego dnia flota wenecka natknęła się na flotę turecką w pobliżu wyspy Korfu, gdzie doszło do nierozstrzygniętej bitwy (bitwa morska pod Korfu). 10 lipca Turcy wznowili przerzut wojsk na wyspę. Po opanowaniu wszystkich mniejszych fortec 19 lipca turecka wojska dotarły do wzgórz otaczających Korfu, próbując zdobyć twierdzę z marszu. Po kilku nieudanych szturmach Turcy zostali jednak zmuszeni do rozpoczęcia regularnych prac oblężniczych. 
Regularne oblężenie twierdzy trwało przez 22 dni. Miasta bronił garnizon złożony z 5000 żołnierzy weneckich i 3000 mieszkańców Korfu. Dowodził nim saski wódz hr. Mateusz Schulenburg, a silnie ufortyfikowana twierdza uchodziła za jedną z najpotężniejszych w Europie. Dzięki temu już wcześniej skutecznie opierała się wojskom tureckim jako bastion zachodniej cywilizacji od średniowiecza. 9 sierpnia potężna burza całkowicie zdezorganizowała obóz turecki. 11 sierpnia zdemoralizowane wojska Turków zwinęły oblężenie twierdzy, głównie ze względu na trudności z zaopatrzeniem powodowane przez sztormy i stałą obecność floty weneckiej w rejonie Korfu. Na wyspie Turcy pozostawili część swych sił w uprzednio opanowanych mniejszych fortecach.